# Pholiotina
Pholiotina is een geslacht van schimmels behorend tot de familie Bolbitiaceae. De typesoort is Pholiotina vexans.

## Kenmerken
Het geslacht Pholiotina bevat kleine dunne Mycena-achtige paddenstoelen een droog hoedoppervlak, cystidia die sub-capitatum tot stomp zijn en een roestbruine sporenprint hebben. De sporen van dit geslacht zijn dikwandig, glad en hebben een kiempore.
Victor Fayod wees Pholiotina blattaria aan als de typesoort van Pholiotina, maar deze naam werd gebruikt voor veel verschillende soorten Pholiotina en het is onduidelijk welke soort daadwerkelijk P. blattaria is, waardoor het een nomen dubium is. Hij wees in dezelfde publicatie een lectotype aan voor deze soort, en microscopisch onderzoek wees uit dat dit exemplaar tot de soort P. vexans behoort, waardoor P. vexans de huidige typesoort van Pholiotina is
Sommige auteurs beschouwden Pholiotina als onderdeel van het geslacht Conocybe. Een moleculair fylogenetisch onderzoek heeft echter aangetoond dat, hoewel Pholiotina, zoals momenteel gedefinieerd, polyfyletisch is, de drie clades die in Pholiotina zijn geplaatst nauwer verwant zijn aan andere geslachten dan aan Conocybe.

## Soorten
Volgens Index Fungorum telt het geslacht 29 soorten (peildatum maart 2023):
| Soortnaam                                    | Auteur(s)                              | Publicatiejaar |
| -------------------------------------------- | -------------------------------------- | -------------- |
| Pholiotina alba                              | (Enderle) Hauskn. & Enderle            | 2007           |
| Pholiotina altoandina                        | Singer                                 | 1989           |
| Pholiotina arnoldsii (Ranzig breeksteeltje)  | Hauskn.                                | 2007           |
| Pholiotina atrocyanea                        | Esteve-Rav., Hauskn. & Rejos           | 2007           |
| Pholiotina blattaria                         | (Fr.) Fayod                            | 1889           |
| Pholiotina calongei                          | Brugaletta, Consiglio & M. Marchetti   | 2022           |
| Pholiotina caricicola                        | Singer                                 | 1989           |
| Pholiotina cyanopus (Blauwvoetbreeksteeltje) | (G.F. Atk.) Singer                     | 1950           |
| Pholiotina dasypus (Vlokkig breeksteeltje)   | (Romagn.) P.-A. Moreau                 | 2005           |
| Pholiotina flava                             | (Peck) Hauskn., Krisai & Voglmayr      | 2004           |
| Pholiotina galerinoides                      | Contu                                  | 1997           |
| Pholiotina glutinosa                         | E. Horak & Hauskn.                     | 2002           |
| Pholiotina gracilenta                        | (Watling & G.M. Taylor) J.A. Cooper    | 2014           |
| Pholiotina indica                            | K.A. Thomas, Hauskn. & Manim.          | 2001           |
| Pholiotina longistipitata                    | E.F. Malysheva & Kiyashko              | 2017           |
| Pholiotina maireiaffinis                     | Singer                                 | 1989           |
| Pholiotina mediterranea                      | Siquier & Salom                        | 2018           |
| Pholiotina microspora                        | Singer                                 | 1989           |
| Pholiotina pilosa                            | E. Horak, Hauskn. & Desjardin          | 2002           |
| Pholiotina pleurocystidiata                  | Hauskn. & Krisai                       | 2020           |
| Pholiotina plumbeitincta                     | (G.F. Atk.) Hauskn., Krisai & Voglmayr | 2004           |
| Pholiotina pseudoampullaceocystis            | Karich                                 | 2020           |
| Pholiotina resinosocystidiata                | E. Horak & Hauskn.                     | 2002           |
| Pholiotina rimosa                            | (Velen.) Hauskn. & Svrček              | 1999           |
| Pholiotina rostraticystidiata                | E. Ludw.                               | 2007           |
| Pholiotina sulcata (Geplooid breeksteeltje)  | Arnolds & Hauskn.                      | 2003           |
| Pholiotina veregregia                        | Contu                                  | 1997           |
| Pholiotina vesiculosa                        | E. Horak & Hauskn.                     | 2002           |
| Pholiotina viscidula                         | Contu                                  | 1990           |